# Список умерших в 1216 году

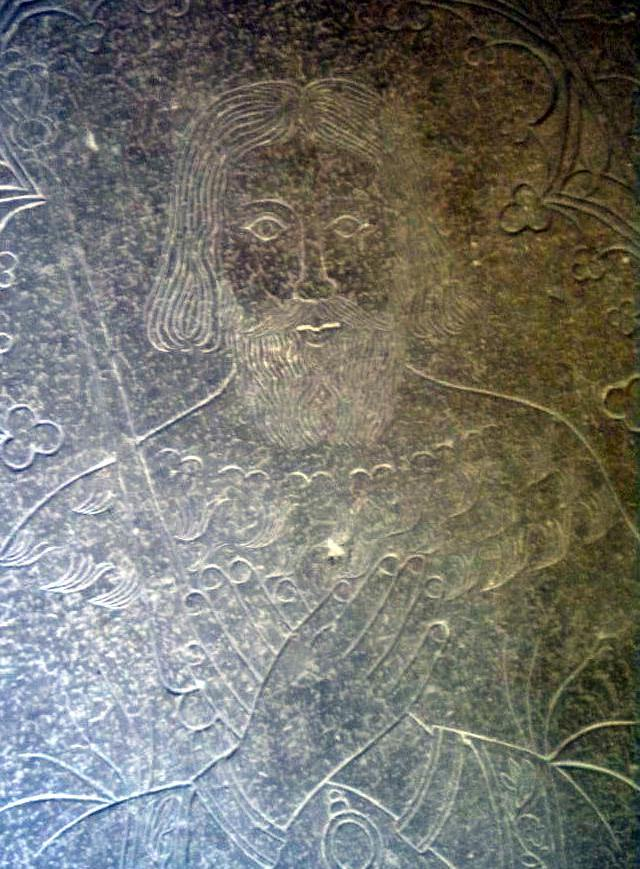
Эрик X

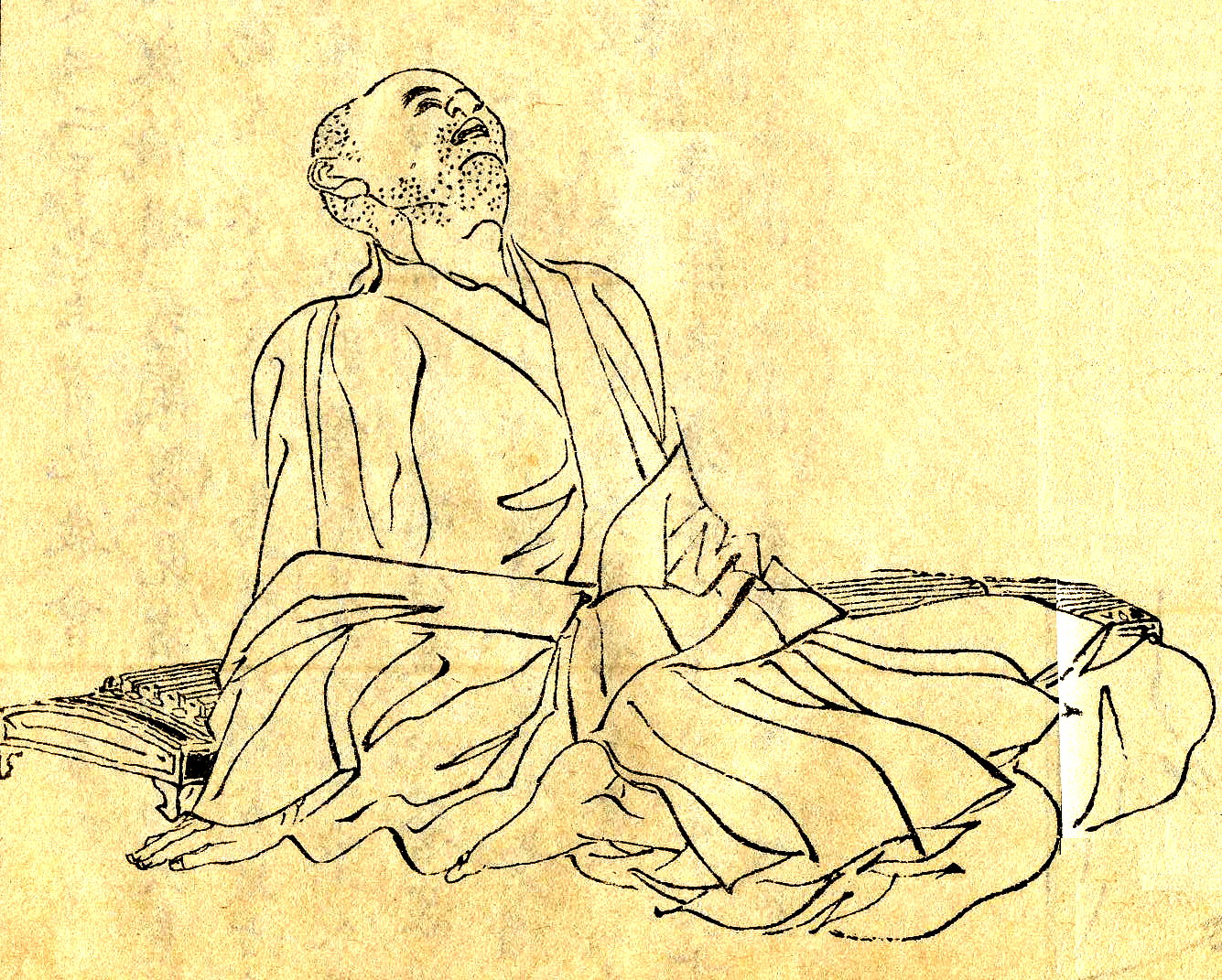
Камо-но Тёмэй

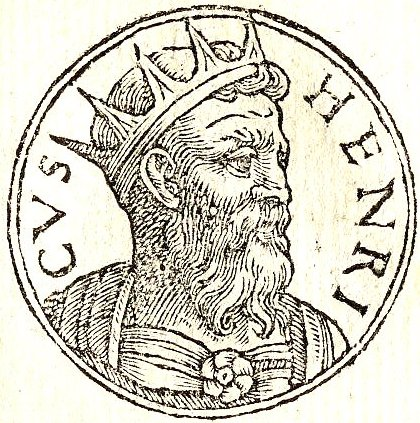
Генрих I Фландрский

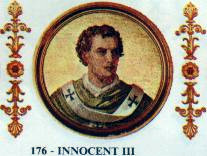
Иннокентий III

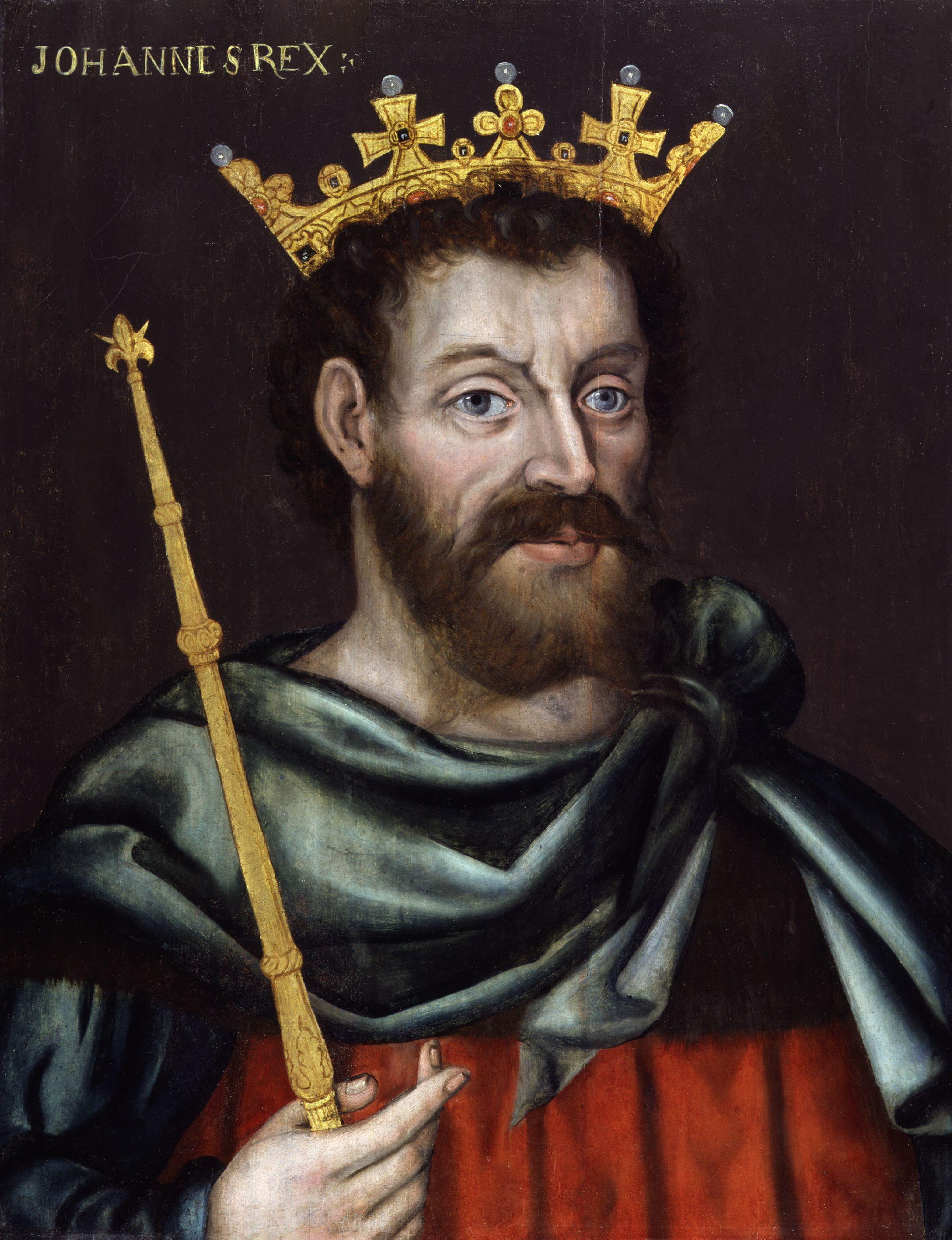
Иоанн Безземельный

В этой статье представлен список известных людей, умерших в 1216 году.
См. также: Категория:Умершие в 1216 году

## Январь
- 18 января — Ги II де Дампьер — сеньор де Дампьер (1161—1216), сеньор де Бурбон (1196—1216), участник третьего крестового похода
- 31 января — Феодор II Ириник — Константинопольский патриарх (1214—1216)

## Февраль
- 23 февраля — Джеффри Фиц-Джеффри де Мандевиль — граф Эссекс (1213—1216), граф Глостер (1213—1216).

## Апрель
- 10 апреля — Эрик X — король Швеции (1208—1216).

## Май
- Жоффруа I де Лузиньян, сеньор Монконтура, граф Яффы и Аскалона.

## Июнь
- 8 июня — Камо-но Тёмэй — японский писатель, поэт и эссеист
- 11 июня — Генрих I Фландрский — император Латинской империи (1206—1216), умер от яда

## Июль
- 16 июля — Иннокентий III — папа римский (1198—1216)
- 18 июля — Бенедетто — кардинал-дьякон Santa Maria in Domnica (1200—1216).

## Сентябрь
- 27 сентября — Гишар IV Великий, сир де Божё и сеньор де Монпансье (1192—1216); французский военачальник и дипломат.

## Октябрь
- 14 октября — Конрад фон Роданк[нем.] — епископ Брессаноне (1200—1216)
- 19 октября — Иоанн Безземельный — король Англии (1199—1216)

## Декабрь
- Максим II — Константинопольский патриарх (1216)

## Дата неизвестна или требует уточнения
- Арималла, Махараджидха раджа Непала, первый царь из неварской династии Малла.
- Бертрандо (кардинал)[фр.] — кардинал-дьякон S. Giorgio in Velabro (1212—1216)
- Буондельмонте де’Буондельмонти[итал.] — персонаж истории Флоренции, убийство которого послужило, по преданию, причиной раскола Флоренции на гибеллинов и гвельфов.
- Юстас де Вески — лорд замка Алник (1184—1216), участник баронского восстания против Иоанна Безземельного (1215—1216), гарант Великой хартия вольностей, погиб при осаде замка Барнард.
- Владимир Полоцкий — князь Полоцкий (1184—1216)
- Гвенвинвин ап Оуайн — Король Южного Поуиса (1197—1208, 1212—1216), в честь которого Южный Поуис называли Поуис Венвинвин
- Грегорио[фр.] — кардинал-епископ de Sabina (1200—1216)
- Джованни да Ферентино — вице-канцлер Римско-католической церкви (1203—1205), кардинал-дьякон Санта-Мария-ин-Виа-Лата (1205—1216)
- Дмитрий Прогон[англ.] — правитель Арберии, последний представитель династии Прогонов.
- Дракпа Гьялцен[англ.] — третий из Пяти Почитаемых Высших Мастеров Сакья, гуру Сакья-пандита
- Ида Булонская — графиня Булонская (1173—1216)
- Колонна, Джованни (старший) — кардинал-священник Санта-Приска (1193—1216)
- Лотарио Розарио[итал.] — архиепископ Пизы, примас Корсики и Сардинии (1208—1216)
- Марк Толедский[англ.] — испанский врач и переводчик.
- Николай Месарит, богослов, церковный и государственный деятель, писатель, историк, скевофилакс Храма Богородицы Фароса, впоследствии патриарший референдарий, митрополит Эфесский и экзарх всея Азии.
- Пахомий, епископ Ростовский и Ярославский Русской православной церкви (1214—1216).
- Равано далле Карчери — один из первых триархов Сеньории Негропонта (1205—1216).
- Робер де Клари, французский хронист, рыцарь из Пикардии, участник и летописец Четвёртого крестового похода (1198—1204).
- Роман Глебович — Великий князь рязанский (1180—1207).
- Тадж ад-Дин Йылдыз, тюркский гулямский военачальник династии Гуридов.
- Товтивил, князь полоцкий (с 1262).
- Шота Руставели — грузинский государственный деятель и поэт XII века, автор хрестоматийной эпической поэмы «Витязь в тигровой шкуре»
- Эльвиса д’Ибелин[англ.] — дочь Балиана II Ибелина, жена Реджинальда Сидонского, а позднее и Гиде Монфора (лордов Сидона)